# Admiral's Cup

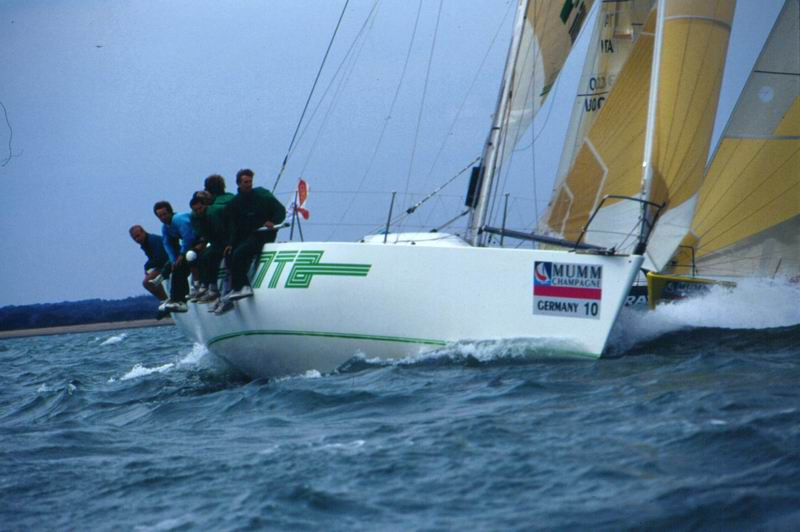
Het jacht "Pinta" tijdens de Admiral's Cup in 1993

De Admiral's Cup is een voormalige internationale zeilwedstrijd. Lange tijd werd het gezien als het officieuze wereldkampioenschap voor offshore racing (zeezeilen).
De Admiral's Cup werd in 1957 voor het eerst gevaren en was een tweejaarlijks evenement (in de oneven jaren). De wedstrijd vond plaats vanuit Cowes op het Isle of Wight in het zuiden van Engeland, en werd georganiseerd door de Royal Ocean Racing Club.

## Geschiedenis
Van 1957 tot 1999 werd er om de beker streden door landenteams, elk deelnemend met drie boten voor drie verschillende klassen. Aanvankelijk domineerden Groot-Brittannië en de Verenigde Staten de race, maar in latere jaren stroomden vele andere landen in. De Fastnet-race was een onderdeel van de Admiral's Cup in deze periode.
In 1971 was de Britse premier Edward Heath schipper van een van de winnende boten.
De editie van 2001 werd afgelast omdat het aantal deelnemers te laag was. In 2003 werd de Admiral's Cup wel gehouden, maar met een andere opzet. Er werd geconcurreerd tussen jachtclubs in plaats van nationale teams, elk met twee boten. Daarnaast zou de wedstrijd worden gevaren vanuit Dún Laoghaire in Ierland, maar dit werd kort van tevoren veranderd om onduidelijke redenen. 
De editie van 2005 werd geannuleerd in april van dat jaar, enkele maanden voor het evenement zou worden gehouden. Net als in 2001 was dit vanwege onvoldoende aanmeldingen. De Admiral's Cup is daarna niet meer gevaren, hoewel de Royal Ocean Racing Club wel pogingen hiertoe gedaan heeft.

## Overwinning Nederland in 1999
In 1999 won Nederland de Admiral's Cup. Hans Eekhof en Roy Heiner waren schipper van de vijftigvoeter Innovision 7, Jochem Visser bestuurde de Nederlandse boot in de Sydney 40-klasse en Peter de Ridder zette een Mumms 36 in van zijn Mean Machine-zeilsyndicaat met Bouwe Bekking als schipper. Voor deze overwinning ontving het team in 2000 de Conny van Rietschoten Trofee. Andere bemanningsleden waren onder meer Wouter Verbraak, Peter van Niekerk en Sander van der Borch.

## Uitslagen
| Jaar | Goud                | Zilver              | Brons                        |
| ---- | ------------------- | ------------------- | ---------------------------- |
| 1957 | Verenigd Koninkrijk | Verenigde Staten    | -                            |
| 1959 | Verenigd Koninkrijk | Nederland           | Frankrijk                    |
| 1961 | Verenigde Staten    | Verenigd Koninkrijk | Nederland                    |
| 1963 | Verenigd Koninkrijk | Verenigde Staten    | Zweden                       |
| 1965 | Verenigd Koninkrijk | Australië           | Nederland                    |
| 1967 | Australië           | Verenigd Koninkrijk | Verenigde Staten             |
| 1969 | Verenigde Staten    | Australië           | Verenigd Koninkrijk          |
| 1971 | Verenigd Koninkrijk | Verenigde Staten    | Australië                    |
| 1973 | Duitsland           | Australië           | Verenigde Staten             |
| 1975 | Verenigd Koninkrijk | Duitsland           | Verenigde Staten             |
| 1977 | Verenigd Koninkrijk | Verenigde Staten    | Hongkong                     |
| 1979 | Australië           | Verenigde Staten    | Italië                       |
| 1981 | Verenigd Koninkrijk | Verenigde Staten    | Duitsland                    |
| 1983 | Duitsland           | Italië              | Verenigde Staten             |
| 1985 | Duitsland           | Verenigd Koninkrijk | Nieuw-Zeeland                |
| 1987 | Nieuw-Zeeland       | Verenigd Koninkrijk | Australië                    |
| 1989 | Verenigd Koninkrijk | Denemarken          | Nieuw-Zeeland                |
| 1991 | Frankrijk           | Italië              | Verenigde Staten             |
| 1993 | Duitsland           | Australië           | Frankrijk                    |
| 1995 | Italië              | Verenigde Staten    | Duitsland                    |
| 1997 | Verenigde Staten    | Duitsland           | Italië                       |
| 1999 | Nederland           | Europese Unie       | Verenigd Koninkrijk          |
| 2001 | Geannuleerd         | Geannuleerd         | Geannuleerd                  |
| 2003 | Australië           | Spanje              | Verenigd Koninkrijk / Italië |
| 2005 | Geannuleerd         | Geannuleerd         | Geannuleerd                  |

Evenementen: Admiral's Cup · America's Cup · Audi MedCup · Cowes Week · Extreme Sailing Series · Kieler Woche · Louis Vuitton Cup · Olympische Spelen · RC44 Championship Tour · Ronde om Texel · 52 Super Series · Vintage Yachting Games · WK Zeilen

Oceaanwedstrijden: Barcelona World Race · Bermuda Race · Cape to Rio Yacht Race · Fastnet Race · Jules Verne Trofee · Mini Transat · OSTAR/Transat · Route du Rhum · Solitaire du Figaro · Sydney to Hobart Yacht Race · Transat Jacques Vabre · Transpacific Yacht Race · Velux 5 Oceans Race · Vendée Globe · Volvo Ocean Race